# Platygerrhus maculatus
Platygerrhus maculatus är en stekelart som beskrevs av Erdös 1957. Platygerrhus maculatus ingår i släktet Platygerrhus, och familjen puppglanssteklar. Arten är reproducerande i Sverige.